# Serravalle (Vittorio Veneto)

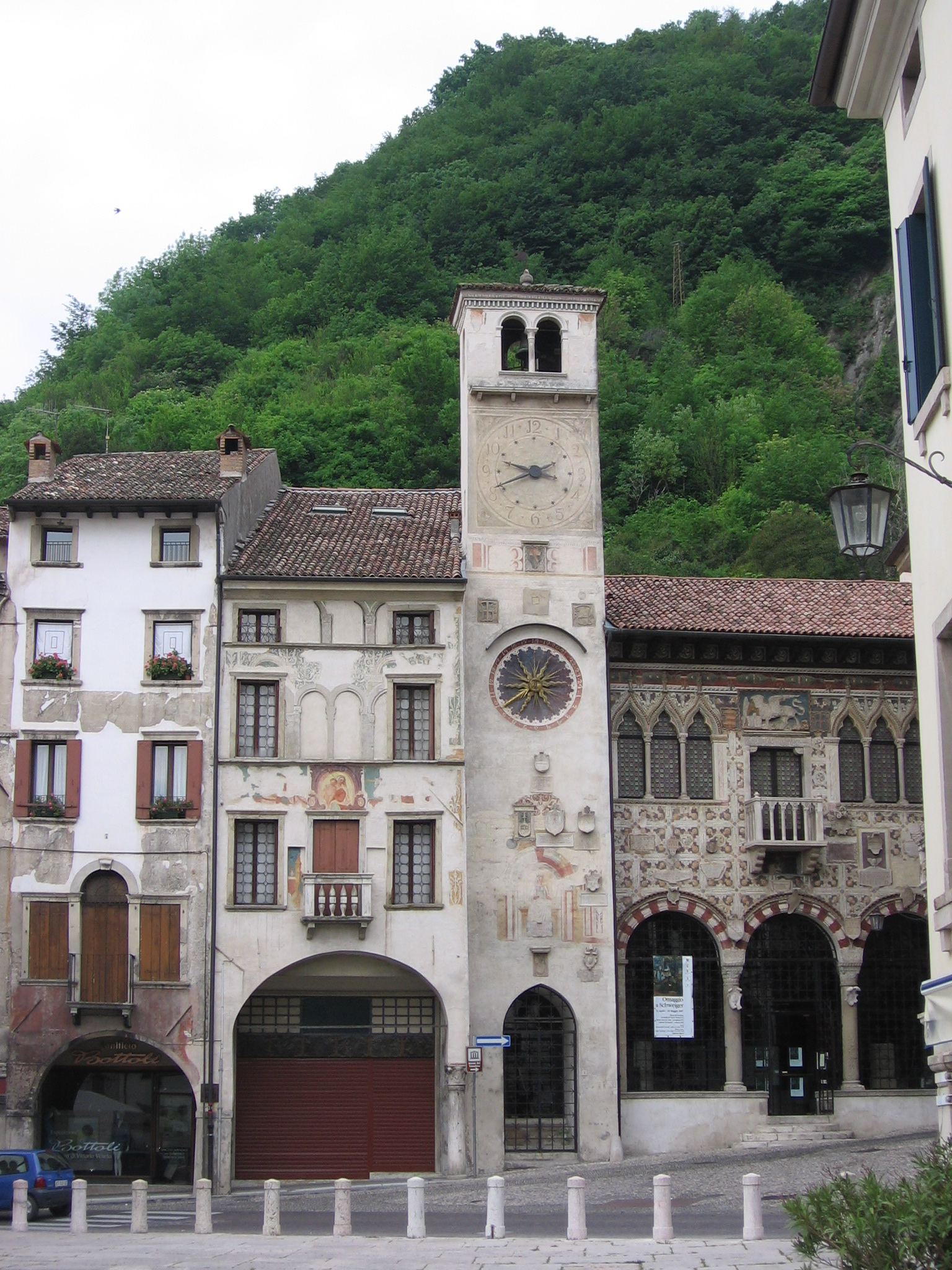
Uhrturm von Serravalle

Serravalle ist ein Stadtteil der italienischen Stadt Vittorio Veneto in der Provinz Treviso in der Region Venetien.
Der italienische Maler und Freskant Antonello da Serravalle ist bekannt durch sein Fresko in der Pfarrkirche San Andrea di Bigonzo.
Serravalle war früher Lehngut der Herrscherfamilie Caminese. Am 27. September 1866 ist durch die Vereinigung der beiden Orte Céneda und Serravalle die Stadt Vittorio entstanden, die nach dem Ersten Weltkrieg in Vittorio Veneto umbenannt wurde. Die beiden Orte sind durch die Allee Viale della Vittoria verbunden.

## Persönlichkeiten
- Marcantonio Flaminio (1498–1550), Philosoph, Dichter und Schriftsteller wurde in Serravalle geboren